# Молинеле (Бјела)
Молинеле је насеље у Италији у округу Бијела, региону Пијемонт.
Према процени из 2011. у насељу је живело 25 становника. Насеље се налази на надморској висини од 289 м.